# امریک دودویت
امریک دودویت (انگلیسی: Emeric Dudouit؛ زادهٔ ۷ سپتامبر ۱۹۹۱) بازیکن فوتبال اهل فرانسه است.
از باشگاه‌هایی که در آن بازی کرده‌است می‌توان به باشگاه فوتبال کان اشاره کرد.